# Erica bergiana
Erica bergiana är en ljungväxtart som beskrevs av Carl von Linné. Erica bergiana ingår i släktet klockljungssläktet, och familjen ljungväxter.

## Underarter
Arten delas in i följande underarter:
- E. b. glabra
- E. b. parviflora